# Ковалёв, Иван Данилович
Иван Данилович Ковалёв (27 марта 1903 года, Пятигорск — 23 мая 1959 года, Ставрополь) — советский военный деятель, полковник (22 февраля 1943 года).

## Начальная биография
Иван Данилович Ковалёв родился 27 марта 1903 года в Пятигорске.
Работал в сельскохозяйственной артели имени М. И. Калинина в станице Восточная Кубано-Черноморской области.

## Военная служба

### Довоенное время
В августе 1922 года призван в ряды РККА и направлен на учёбу на 12-е Владикавказские командные курсы, в феврале 1923 года переведён в артиллерийскую школу младшего комсостава в составе 28-й стрелковой дивизии (Северокавказский военный округ), а в сентябре того же года — в Киевское артиллерийское училище, после окончания которого в сентябре 1927 года направлен в 23-й артиллерийский полк (23-я стрелковая дивизия, Украинский военный округ), дислоцированный в Чугуеве, где служил на должностях командира взвода батареи и командира взвода полковой школы.
В ноябре 1930 года Ковалёв направлен на учёбу на Военно-политические курсы имени Ф. Энгельса в Ленинграде, после окончания которых в июле 1931 года назначен на должность командира взвода на Военно-политических курсах имени В. И. Ленина в Москве, а в феврале 1935 года переведён в 19-й артиллерийский полк (19-я стрелковая дивизия, Московский военный округ), дислоцированный в Воронеже, где служил на должностях командира батареи, помощника начальника полковой школы, начальника штаба и командира 3-го дивизиона, помощника командира полка по строевой части.
В 1938 году окончил артиллерийские курсы усовершенствования командного состава РККА в Пушкине.
19 августа 1939 года назначен на должность командира 281-го артиллерийского полка (120-я стрелковая дивизия, Орловский военный округ), 20 февраля 1940 года — на должность командира 602-го запасного артиллерийского полка в составе 34-й запасной стрелковой бригады, а 10 сентября 1940 года — на должность командира 218-го легко-артиллерийского полка (51-я стрелковая дивизия, Одесский военный округ).

### Великая Отечественная война
С началом войны дивизия в составе 14-го стрелкового корпуса вела тяжёлые оборонительные боевые действия на реках Дунай, Прут, Днестр в районе Дубоссар, а затем — в районах городов Николаев, Херсон и Каховка, а во время Донбасской оборонительной операции — на мелитопольском направлении.
В ноябре 1941 года назначен на должность командира запасного артиллерийского полка в составе Южного фронта, в феврале 1942 года — на должность командира 81-го гаубичного артиллерийского полка РГК, а 23 июня 1942 года — на должность заместителя командира по артиллерии — начальника артиллерии 4-й стрелковой дивизии, после чего принимал участие в боевых действиях в ходе Воронежско-Ворошиловградской и Донбасской оборонительных операций, а с конца июля — на туапсинском направлении, где в течение 25 дней находился в окружении. В конце августа дивизия была расформирована, а Ковалёв назначен на эту же должность в 248-й стрелковой дивизии, которая во время Сталинградской битвы оборонялась на рубеже Внешнего Астраханского обвода, а 6 ноября перешла в наступление по направлению на Элиста, Ленинск, Приютное, в результате чего к 4 января 1943 года вышла к р. Маныч. Вскоре дивизия участвовала в боевых действиях в ходе Северо-Кавказской и Ростовской наступательных операций. Со 2 февраля 1943 года Иван Данилович Ковалёв исполнял должность командира 248-й стрелковой дивизии, которая во время Ростовской операции 7 февраля освободила Батайск, а 14 февраля — Ростов-на-Дону. После возвращения полковника Н. З. Галая на должность командира дивизии Ковалёв 28 апреля 1943 года вернулся на прежнюю должность начальника артиллерии. Вскоре дивизия принимала участие в боевых действиях в ходе Донбасской, Мелитопольской, Никопольско-Криворожской и Одесской наступательных операций.
23 мая 1944 года назначен на должность командующего артиллерией 109-й гвардейской стрелковой дивизии, затем — на должность командующего артиллерией 23-го танкового корпуса, а 16 сентября 1944 года — на должность командующего артиллерией 223-й стрелковой дивизии, которая вскоре принимала участие в ходе Белградской, Будапештской, Венской, Братиславско-Брновской и Пражской наступательных операций.

### Послевоенная карьера
После окончания войны находился на прежней должности.
В феврале 1946 года назначен на должность командира 609-й артиллерийской бригады (317-я стрелковая дивизия, Восточно-Сибирский военный округ), в августе того же года — на должность командующего артиллерией и заместителя командира по артиллерии 47-й отдельной стрелковой бригады (Западно-Сибирский военный округ), а в октябре 1947 года — на должность старшего преподавателя артиллерии окружных Объединённых курсов усовершенствования офицерского состава.
Полковник Иван Данилович Ковалёв 30 апреля 1948 года вышел в запас. С 15 марта 1949 года работал командиром-инструктором артиллерии Военно-учебного центра 2-го разряда ДОСААФ в Пятигорске.
Умер 23 мая 1959 года в Ставрополе.

## Награды
- Орден Ленина (24.06.1948);
- Два ордена Красного Знамени (12.03.1943, 03.11.1944);
- Два ордена Александра Невского (25.10.1944, 26.07.1945);
- Два ордена Отечественной войны 1-й степени (10.06.1944, 31.08.1944);
- Орден Отечественной войны 2-й степени (30.01.1944);
- Медали.